# 金石镇 (湘乡市)
金石镇，是中华人民共和国湖南省湘潭市湘乡市下辖的一个乡镇级行政单位。

## 行政区划
金石镇下辖以下地区：理嘉社区、铁灶塘社区、金西村、关王村、万群村、大湖村、白果村、双湖村、靳源村、金东村、金石村、坪如村、金安村、月形村、石坝村、文星村、益民村、太平村、童家村、泉湖塘村、龙潭村、大力村、东江村、长宁村。